# Aspazija
Aspazija est le nom de plume d'Elza Pliekšāne (née Elza Rozenberga le 16 mars 1865, décédée le 5 novembre 1943), une poétesse et dramaturge lettonne. Aspazija est la translittération en letton d'Aspasia.

## Biographie
Née en 1865, ses parents sont des paysans propriétaire de la ferme « Daukšas » située à Zaļenieki au sud-ouest de Riga. À partir de 1874, elle fréquente une école allemande à Jelgava, la Doroteja's School for girls,. Elle prend le nom de plume d'Aspazija à la suite de la lecture de l'ouvrage de Robert Hammerling, Aspasia.
En 1884, elle joue Jessica dans Le Marchand de Venise mise en scène au théâtre amateur de sa ville, un événement qui lui permet d'être publié pour la première lorsqu'elle écrit une critique de la pièce dans Baltijas Vēstnesis sous le pseudo de Kalna. Obligée peu après de quitter l'école sous la pression de ses parents, elle continue d'étudier en autodidacte. Après avoir tenté de fuir ses parents avec le comédien Robert Janson, elle est mariée à Wilhelm Max Walter mais celui-ci, criblé de dettes, s'enfuit en Amérique,.
Elle est publiée pour la première fois par le magazine Dienas Lapa sous son pseudonyme d'Aspazija en 1884 et quatre ans plus tard, elle gagne le concours de la Société lettone avec sa pièce, Vengeresse mais elle n'est pas mise car les membres de la commission aurait préféré une fin heureuse. Sa seconde pièce, Vaidelote, est monté par le théâtre de la Société lettone en 1894. C'est cette année-là qu'elle commence officiellement à travailler pour eux. Elle publie ses premiers vers, « Jaunā gadā », dans le journal Dienas Lapa le 24 décembre 1887, sous pseudonyme.
Tandis qu'elle participe aux activités du Nouveau Courant (letton : Jaunā strāva), elle rencontre l'un de ses chefs, Jānis Pliekšāns (plus célèbre sous le nom de Rainis), un éditeur de quotidien, poète et avocat. Le couple se marie en 1897. Leur courant intellectuel est écrasé par le pouvoir russe en 1897 et le couple part alors en exil à Panevėžys en Lituanie mais est finalement arrêté et emprisonné. À leur sortie de prison, ils sont envoyés en exil en Russie, d'abord à Pskov puis en 1899, Rainis est condamné à cinq d'exil à Slobodskoï tandis que Aspazija retourne à Riga. Là, on lui offre la place de directrice du département littéraire du magazine Dienas Lapa.
En 1905, son ouvrage Le voile argenté, est vu par la critique comme un appel à la révolution face à l'Empire russe alors maître de la Lettonie. Participant à la Révolution russe de 1905, elle doit de nouveau partir en exil, à Castagnole près de Lugano en Suisse cette fois, où elle reste pendant 15 ans. Elle rentre au printemps 1920, alors que la Lettonie vient d'obtenir son indépendance, et est reçu par une foule en liesse à Riga. Elle est alors élue à l'Assemblée constituante de Lettonie et siège à la Commission pour l'éducation.
De retour au pays, elle se remet à écrire, publiant des recueils de poèmes ainsi que plusieurs pièces de théâtre dont une où elle parle d'Aspazija, une servante de la mythologie lituanienne qui lui inspira son pseudonyme.
Pendant l'occupation nazie, elle est invitée à écrire en allemand, étant considéré comme une des grandes figures de la littérature lettone de son époque par les occupants mais elle refuse, le considérant une cooptation culturelle.
Elle meurt à Jurmala le 5 novembre 1943. Son enterrement à Riga rassemble des centaines de personnes qui suive son corps jusqu'au cimetière Rainis où elle est enterrée.

## Œuvres
Féministe, ses deux œuvres de 1894, La Prêtresse et Les Droits perdus créent de vives polémiques en Lettonie car remettant en cause la place traditionnelle des femmes,. Influencée par La Femme et le Socialisme d'August Bebel, elle considère que l'émergence d'une nation lettone ne peut se faire qu'avec une émancipation des femmes. Une partie de ses poèmes sont dédiés à « une femme », protestent de la place toujours inférieure accordée aux femmes et défendent l'individualité féminine. 
Ses poèmes  
Après la mort de Rainis en 1929, ses poèmes et ses écrits en général sont empreint de mysticisme. 

## Publications

### Pièces de théâtre
- Aspazija, 1923
- Boass un Rute, 1925
- Torņa cēlējs, 1927
- Zalša līgava, 1928
- Jānis Ziemelis, 1931
- Pūcesspieģelis, 1932
- Velna nauda, 1933

### Recueil de poésie
- Sarkanās puķes, 1897
- Dvēseles krēsla, 1904
- Saulainais stūrītis, 1910
- Ziedu klēpis, 1911
- Izplesti spārni, 1920
- Raganu nakts, 1923
- Trejkrāsaina saule, 1926
- Asteru laikā, 1928
- Dvēseles ceļojums, 1933
- Kaisītās rozes, 1936
- Zem vakara zvaigznes, 1942

## Récompenses
- date inconnue : Ordre des Trois Étoiles[6]
- 1939 : prix de la Patrie[6]

## Hommages
En 2015, la Lettonie lance le projet {mindpower pour rendre hommage au 150e anniversaire de la naissance d'Aspazija et Rainis.